# Aeroportul Regional LA/Palmdale
Aeroportul Regional LA/Palmdale (IATA: PMD, ICAO: KPMD, FAA LID: PMD) este un aeroport din California, Statele Unite ale Americii ce deservește zona Palmdale. Aeroportul a fost tranzitat în 2012 de 0 pasageri. A fost numit după zona deservită.
Situat la o altitudine de 775 m, aeroportul dispune de 2 piste.

## Infrastructură

### Piste
Aeroportul dispune de 2 piste. Pista 04/22 are suprafața de beton și dimensiunile 12.001 picioare × 150 picioare. Pista 07/25 are suprafața de beton și dimensiunile 12.002 picioare × 200 picioare. 